# Crocidura congobelgica
Crocidura congobelgica es una especie de musaraña (mamífero placentario de la familia de los sorícidos).

## Distribución geográfica
Se encuentra en la República Democrática del Congo.

## Estado de conservación
Su principal amenaza es la destrucción de su hábitat por la tala ilegal de árboles y las actividades mineras.